# Ясаев, Муса
Муса́ Яса́ев — российский чеченский спортсмен, чемпион и призёр чемпионатов России, обладатель Кубка России, чемпион мира по тхэквондо (версия ГТФ).

## Биография
Начал заниматься тхэквондо у тренера Юрия Михайловича Звонарёва в годы учёбы в институте в Ростове-на-Дону. В 1994 году стал серебряным призёром чемпионата России и бронзовым призёром командного чемпионата мира в Италии.
В 1996 году в Грозном создал и возглавил секцию тхэквондо по версии ГТФ. Становился чемпионом России 1997—1998 и 2000 годов. В 2000 году в Сочи стал чемпионом мира.
Работает директором детско-юношеской спортивной школы Старопромысловского района Грозного.